# Finale del campionato NFL 1952
La finale del campionato NFL 1952 è stata la 20ª del campionato della NFL. La gara si tenne il 28 dicembre 1952 al Cleveland Municipal Stadium di Cleveland tra Cleveland Browns e Detroit Lions. Questo fu il primo di tre incontri consecutivi in finale tra le due franchigie, coi Lions che avrebbero trionfato in due occasioni.
I Detroit Lions avevano concluso la stagione regolare con un record di 9–3, alla pari dei Los Angeles Rams, che batterono in uno spareggio per il titolo della National Conference. La squadra era guidata dal quarterback Bobby Layne e dal running back Doak Walker ed era alla prima apparizione in finale dal 1935. I Cleveland Browns avevano concluso con un record di 8–4 e vinto la American Conference. In panchina erano diretti da Paul Brown mentre il loro quarterback era Otto Graham. La squadra era alla terza finale consecutiva da quando si era unita alla NFL nel 1950.

## Marcature
- DET – Layne su corsa da 2 yard (extra point trasformato da Harder) 7–0 DET
- DET – Walker su corsa da 67 yard (extra point trasformato da Harder) 14–0 DET
- CLE – Jagade su corsa da 7 yard (extra point trasformato da Groza) 14–7 DET
- DET – FG di Harder da 36 yard 17–7 DET